# Klasztor Kutlumus
Klasztor Kutlumos, (gr.: Μονή Κουτλουμουσίου) – jeden z klasztorów na Górze Athos. Położony jest we wschodniej części półwyspu. Zajmuje szóste miejsce w atoskiej hierarchii. Nieznana jest dokładna data założenia klasztoru, ale jego nazwa pojawia się w dokumentach z XII wieku. 
Biblioteka klasztoru mieści 662 rękopisów i około 3 500 drukowanych ksiąg.
W połowie 2008 w klasztorze mieszkało około 20 mnichów.

## Galeria zdjęć

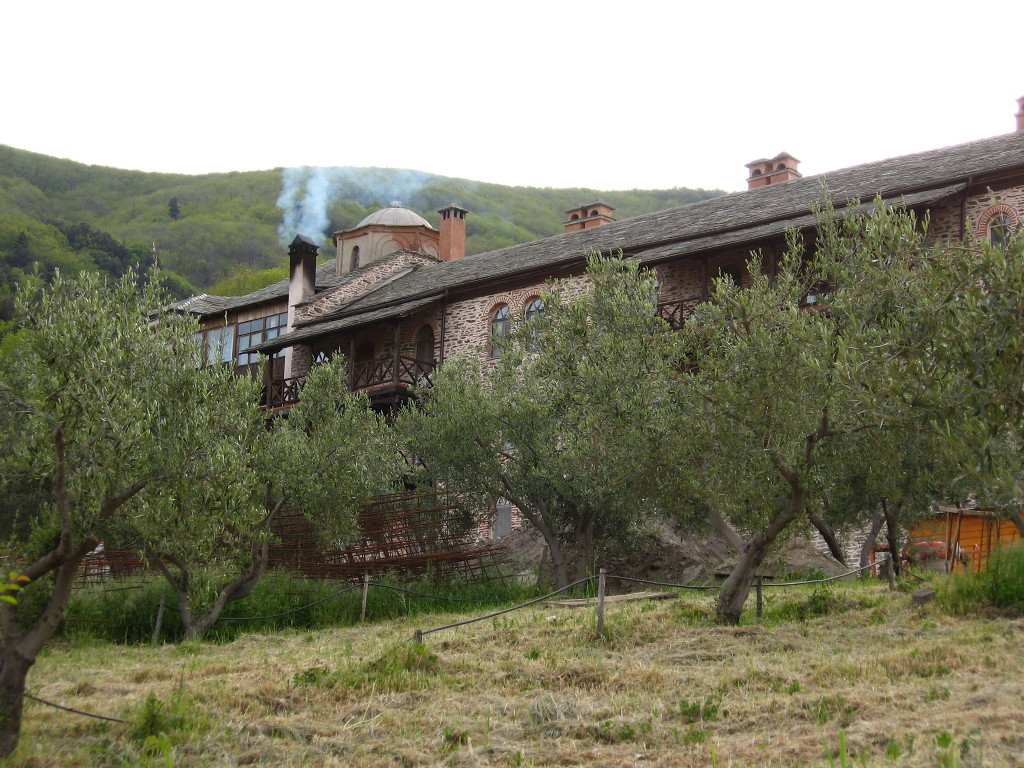
Drzewa oliwne w pobliżu klasztoru
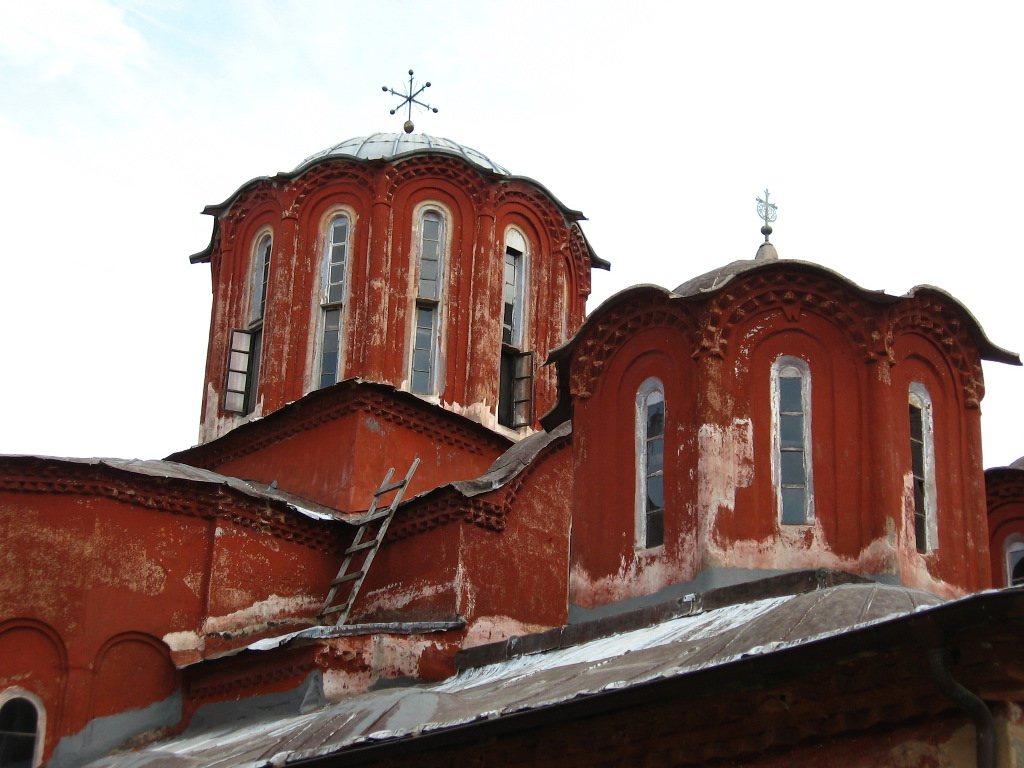
Kopuła kościoła
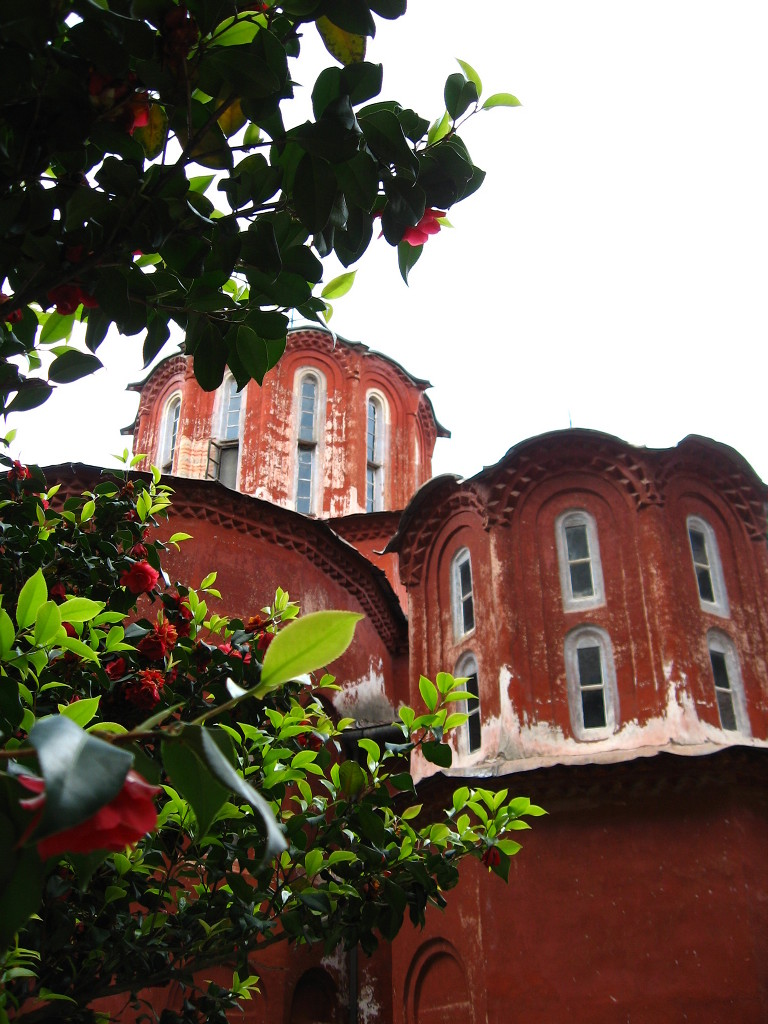
Kościół
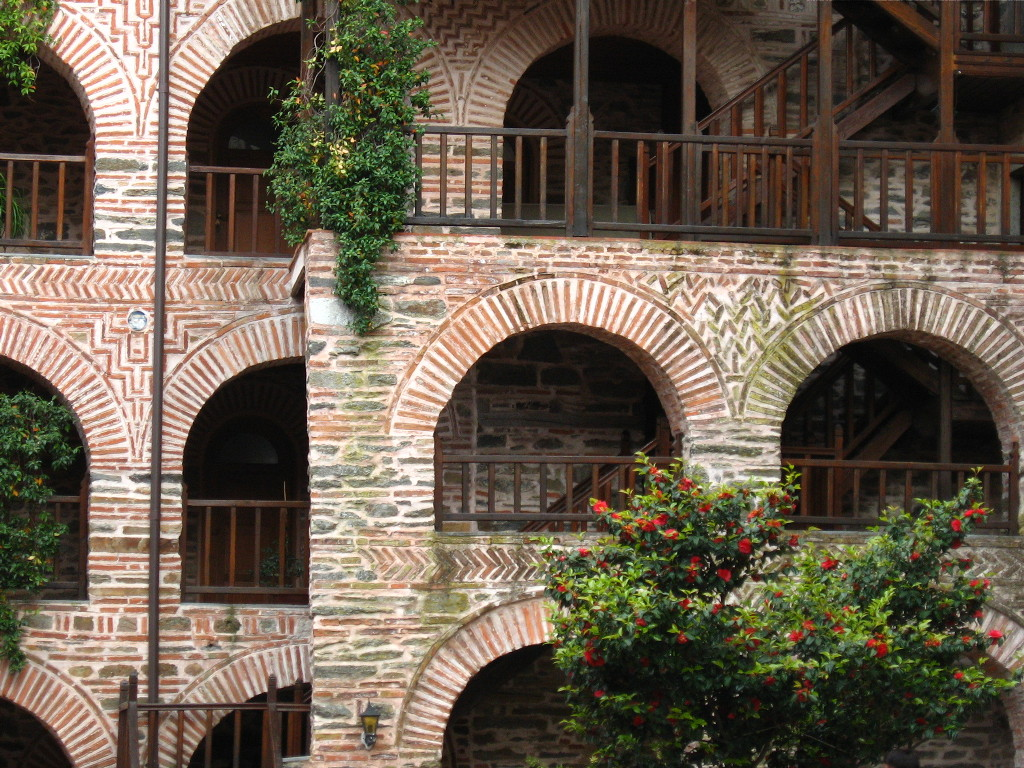
Dziedziniec klasztoru